# (26842) Hefele
(26842) Hefele est un astéroïde de la ceinture principale.

## Description
(26842) Hefele est un astéroïde de la ceinture principale. Il fut découvert le 2 octobre 1991 à Tautenburg par Lutz Dieter Schmadel et Freimut Börngen. Il présente une orbite caractérisée par un demi-grand axe de 3,07 UA, une excentricité de 0,18 et une inclinaison de 6,3° par rapport à l'écliptique.

## Compléments